# 指宿市立山川中学校
指宿市立山川中学校（いぶすきしりつ やまがわちゅうがっこう）は、鹿児島県指宿市山川成川にある市立中学校である。平成の市町村合併で指宿市が誕生するまでは山川町立山川中学校で、旧山川町唯一の中学校であった。

## 沿革
- 1947年（昭和22年） - 山川町立山川中学校が設置される（山川、大成、徳光の各小学校に教場を置く）[1]。
- 1948年（昭和23年） - 山川中学校より山川町立大成中学校及び山川町立徳光中学校が分離する[1]。
- 1957年（昭和32年） - 徳光中学校と利永中学校（旧・利永村）が合併し山川町立山川西中学校となる[1]。
- 1975年（昭和50年） - 山川町立山川中学校、山川町立山川西中学校、山川町立大成中学校が合併し、新制の山川町立山川中学校が設置される[1]。
- 2006年（平成18年） - 山川町が指宿市、開聞町と新設合併し指宿市となったのに伴い、指宿市立山川中学校に改称。

## 通学区域
- 旧山川町全体

## 校則
- 女子生徒は肩につくまでの長さの髪は結ぶ、眉が隠れる場合はピンなどで止める事が決められている。ただし、かっちん止めの使用は許可されていない。また、ゴムは黒や茶色など、目立たない色で、結ぶ際は一つ結びや二つ結びなどの派手ではない髪型。
- 男子生徒は髪が襟につかない、眉が隠れない髪型。
  - 以前は校則で頭髪の丸刈り（坊主）を強制されていたが、2005年（平成17年）2月に頭髪の校則改定が実現し、現在では校則による強制は廃止されている。
- 靴は白の紐靴、靴下も白色で、踝が見えない程度長さがあるもの。
- 補助バックは黒、白、青を基調とし、ラインの色はその他の色でもよい。また、大きさ等の指定はない。
- 小学校区単位で、学校までの距離がある地域の生徒は、自転車通学が許可されている。
- 平成24年度より、生徒手帳が廃止され、生徒証明書とガイダンスブックという形へ移行した。

## 部活動
- 部活動はサッカー部、野球部、バスケ部、バレー部、ソフトテニス部、柔道部、剣道部、弓道部、吹奏楽部の9つがある（平成24年度現在）。どの部活も男女ともに入部可能である。過去には卓球部、陸上部、水泳部などもあった。現在、常設の陸上部はないため、駅伝大会には、部活を越えて参加する。

## 生徒会
- 生徒会には、本部、生活環境部（給食係を含む）、学習部、文化部（放送部を含む）、保体部（保健係を含む）がある。 生徒会本部は選挙で選ばれるが、原則として二年生から生徒会長と副会長、一年生から副会長を決める。その他の会計や書記などは、一年生も二年生も関係なく選ばれる。

## 出身有名人
- 福元美穂（サッカー女子日本代表選手）
- マッハ隼人（プロレスラー）